# Лунен-ан-де-Вехт
Лунен-ан-де-Вехт (нід. Loenen aan de Vecht) — село в нідерландській провінції Утрехт. До 2011 року воно було адміністративним центром муніципалітету Лунен, після чого увійшло до складу новоствореного муніципалітету Стіхтсе-Вехт.
Його площа становить 8,64 км², а населення станом на 2021 рік складало 4 410 осіб.
Перша згадка про населений пункт датується 953 роком.

## Галерея

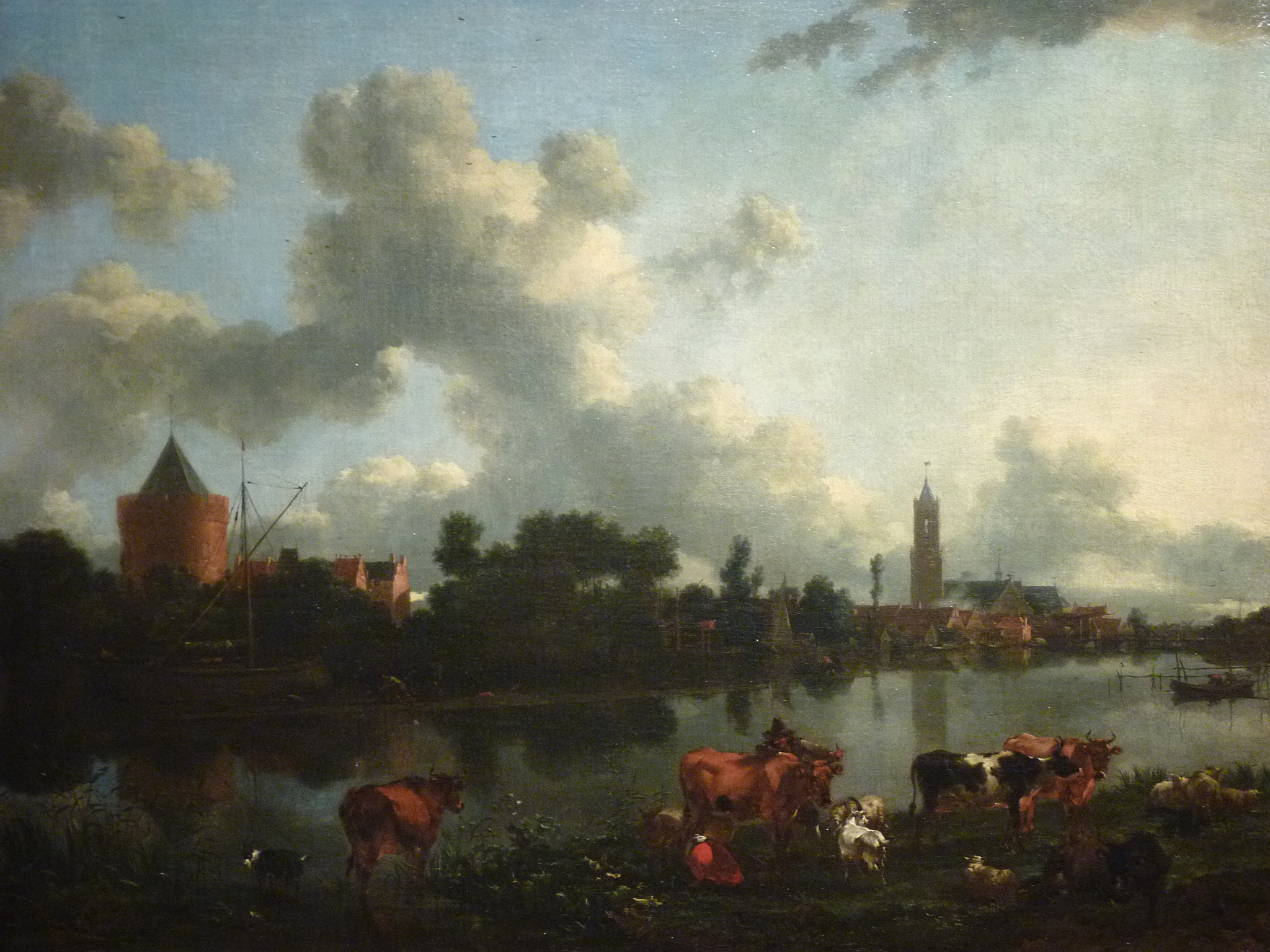
Ніколаса Берхема]] (після 1656)
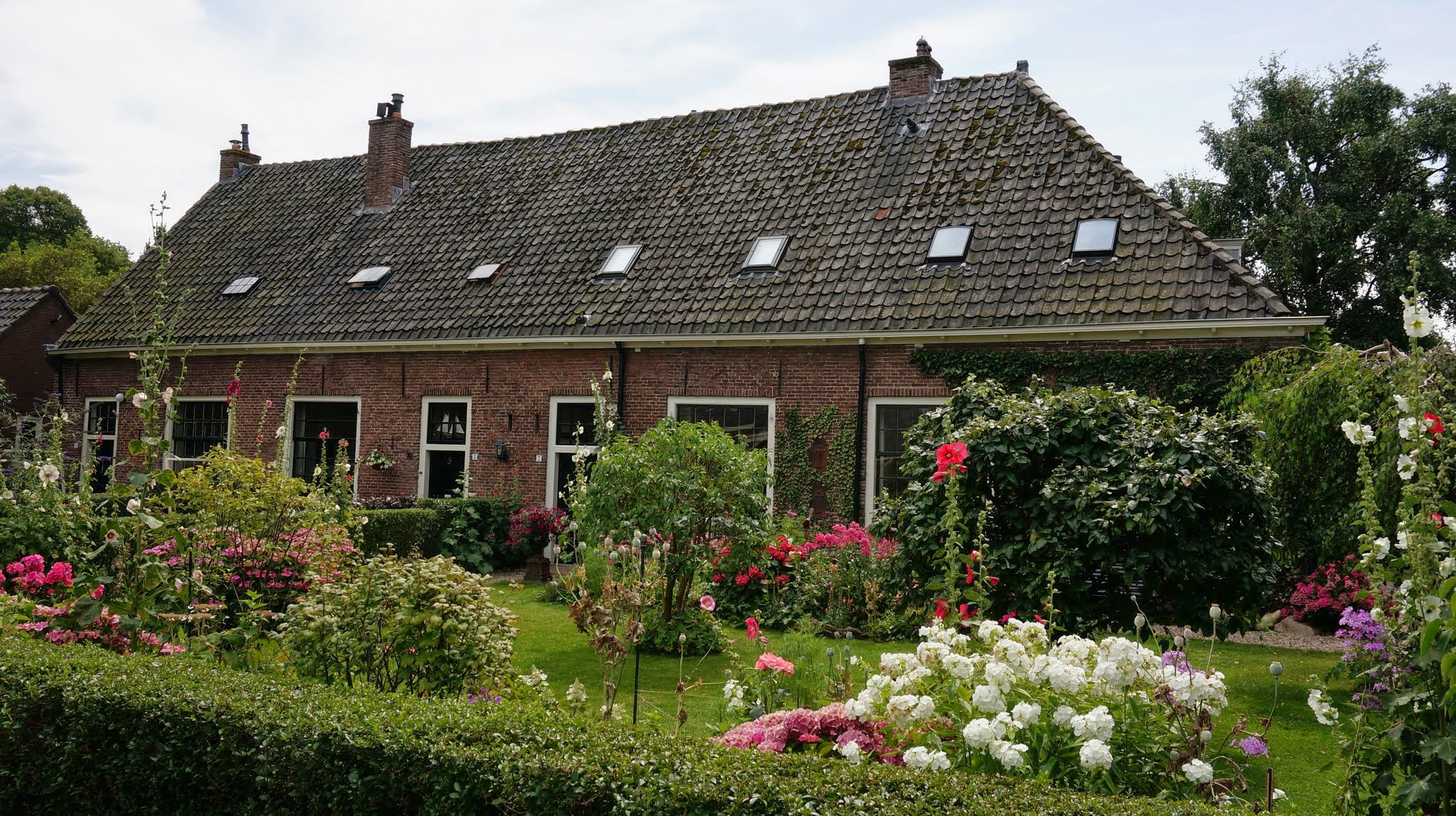
Житлова забудова
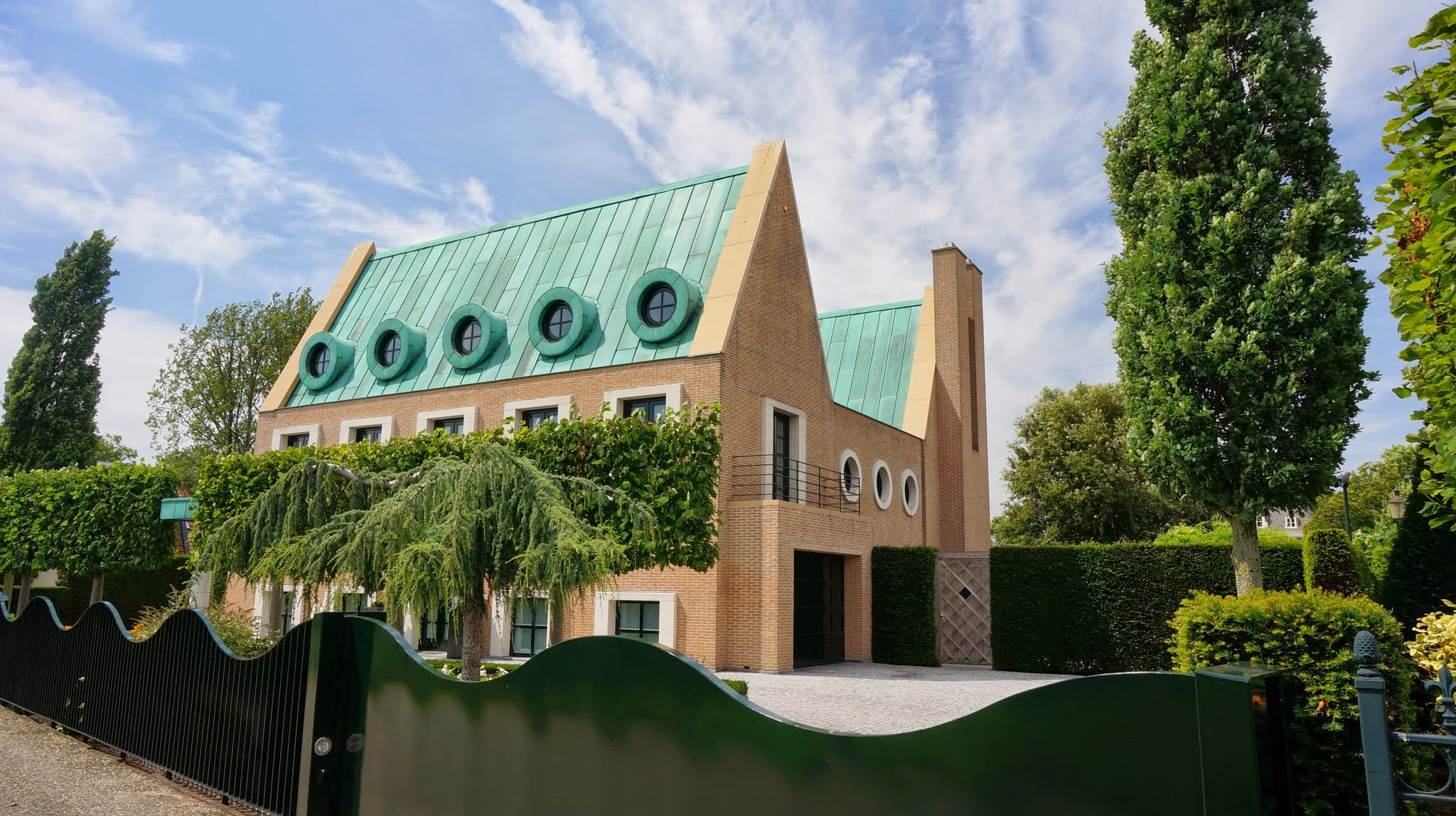
Сучасна будівля
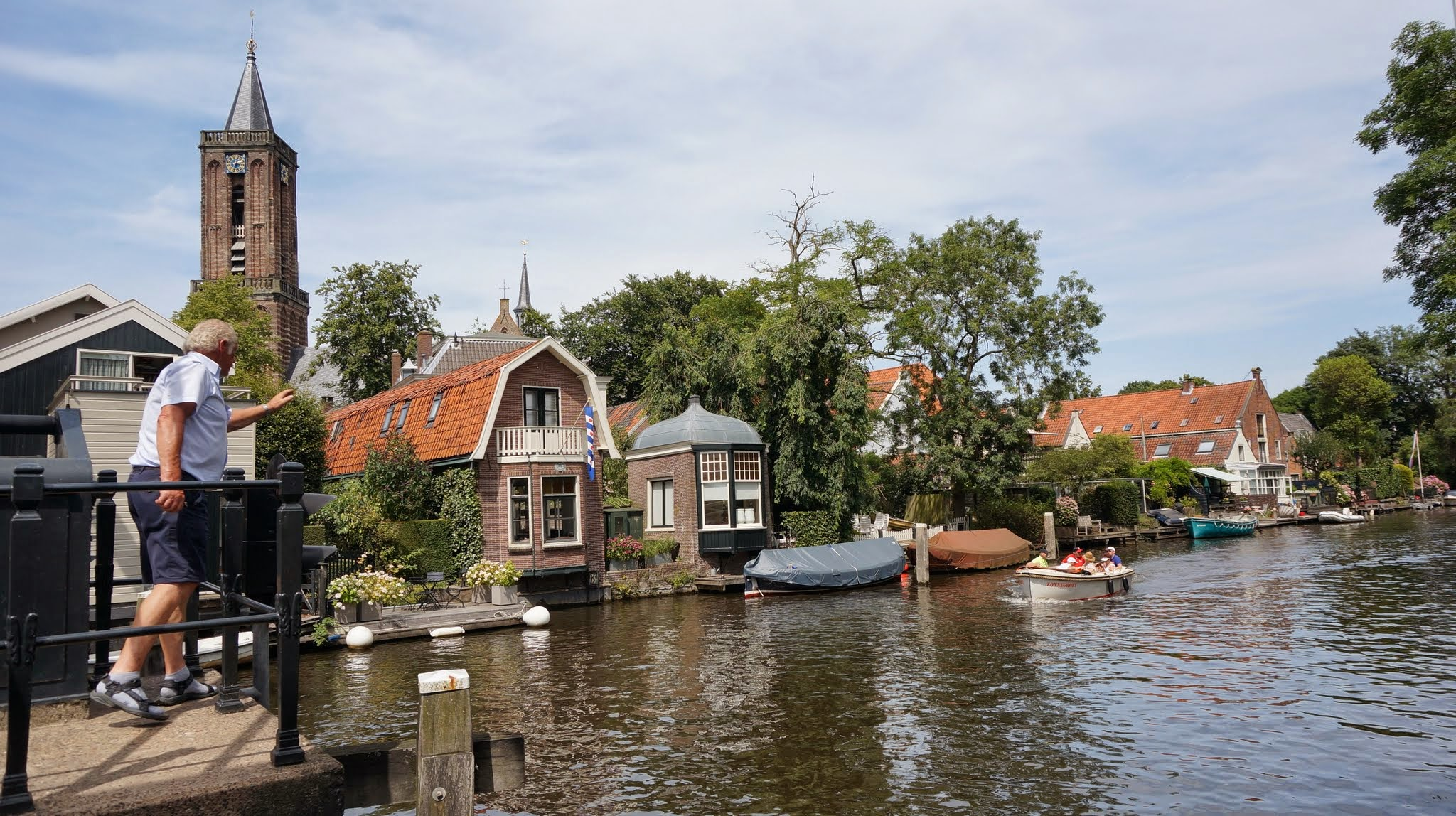
Берег Вехта